# Miguel Pedro Mundo
Miguel Pedro Mundo (* 25. Juli 1937 in Staten Island, USA; † 18. Mai 1999 in Jataí, Goiás, Brasilien) war Bischof von Jataí.

## Leben
Miguel Pedro Mundo empfing nach dem Studium der Katholischen Theologie und Philosophie am 19. Mai 1962 durch den Bischof von Camden, Celestine Joseph Damiano, das Sakrament der Priesterweihe für das Bistum Camden.
Am 6. März 1978 ernannte ihn Papst Paul VI. zum Titularbischof von Mercia und bestellte ihn zum Weihbischof in Jataí. Der Bischof von Camden, George Henry Guilfoyle, spendete ihm am 2. Juni desselben Jahres in der Cathedral of the Immaculate Conception in Camden, New Jersey die Bischofsweihe; Mitkonsekratoren waren der Bischof von Jataí, Benedito Domingos Vito Coscia OFM, und der Weihbischof in Camden, James Louis Schad. Am 24. Februar 1999 ernannte ihn Papst Johannes Paul II. zum Bischof von Jataí.